# Clarias cavernicola
Il pesce gatto dorato delle caverne (Clarias cavernicola (Trewavas, 1936)) è una specie di pesce appartenente alla famiglia Clariidae.

## Descrizione
Questa specie raggiunge i 16 cm di lunghezza, gli occhi sono molto piccoli e probabilmente questi animali hanno perso la capacità di vedere. Presentano una colorazione giallo-dorata.

## Biologia
Questa specie si nutre di detriti che cadono sulla superficie del lago in cui vive. Il suo comportamento riproduttivo non è ben noto e tutti i tentativi di riproduzione in cattività sono falliti.

## Distribuzione e habitat
Questa specie vive esclusivamente nella grotta di Aigamas nella Regione di Otjozondjupa in Namibia. La temperatura dell'acqua del lago si aggira intorno ai 25 °C e pare che il pesce gatto dorato non si immerga mai sotto i 15 m di profondità.

## Conservazione
La principale minaccia per questa specie è l'estrazione dell'acqua dal lago, che ha ridotto la sua profondità da 70 m a 50 m dal 1921. Un'altra minaccia è l'eccessiva cattura di esemplari per l'allevamento in cattività.